# 蘇夔
蘇夔（?—?），字伯尼。京兆武功（治所今陕西武功县西南）人。
生卒年不详。隋代邳国公苏威之子。蘇夔有辯才，通音律，擅长骑射。歷官太子通事舍人，煬帝時以功進位通議大夫。楊素很器重蘇夔，嘗戲弄蘇威說：“楊素無兒，蘇夔無父。”後与沛国公鄭譯、国子博士何妥争议音律而交惡，朝士多附同苏夔之议。开皇十二年，苏威被何妥告发与礼部尚书卢恺、吏部侍郎薛道衡、尚书右丞王弘、考功侍郎李同和等共為朋党而获罪，“知名之士坐威得罪者百余人”。苏夔受株连削职为民，遂郁郁寡欢，卒年四十九。著有《樂志》十五篇。